# 신위시 (배우)
신위시(중국어 간체자: 辛雨锡, 병음: Xīn Yûxí, 한자음: 신우석, 1991년 8월 1일 ~ )은 중국의 배우이다.